# بی‌اختیاری ادرار
بی‌اختیاری ادرار (به انگلیسی: urinary incontinence) یا چَکمیزَک به دفع غیرارادی ادرار می‌گویند. دفع ادرار هنگامی اتفاق می‌افتد که فشار داخل مثانه از فشار ناشی از تون عضلات صاف و مخطط مجرای ادراری بالاتر رود. بی‌اختیاری ادرار می‌تواند عامل مهمی در کاهش کیفیت زندگی به‌شمار رود. بسیاری از افراد مسن بی‌اختیاری ادرار را به عنوان نشانه‌ای از سن بالا می‌پذیرند و به پزشک مراجعه نمی‌کنند. اما در واقع بی‌اختیاری ادرار تظاهری از یک بیماری زمینه‌ای است و گاه موقت بوده و خودبخود برطرف می‌شود، اما در بیشتر موارد مزمن و پیشرونده است. بی‌اختیاری ادرار موقت می‌تواند به دنبال زایمان ایجاد شود.
توانبخشی کف لگن و بی اختیاری ادرار و مشکلات دفعی همچون یبوست را می توان در مشورت با یک پزشک انجام داد
مهمترین عوامل خطر در بی‌اختیاری ادراری شامل بارداری و زایمان مهبلی، جراحی دستگاه ادراری، ضعف عضلات کف لگن، سکته ی مغزی، چاقی مرضی، اختلالات مغزی مانند بیماری پارکینسون و تمرینات شدید ورزشی است.حکمای قدیم علت بی اختیاری ادرار را غلبه سردی و رطوبت بر مثانه وعضله ارادی واقع بر گردن مثانه ذکر کرده اند.

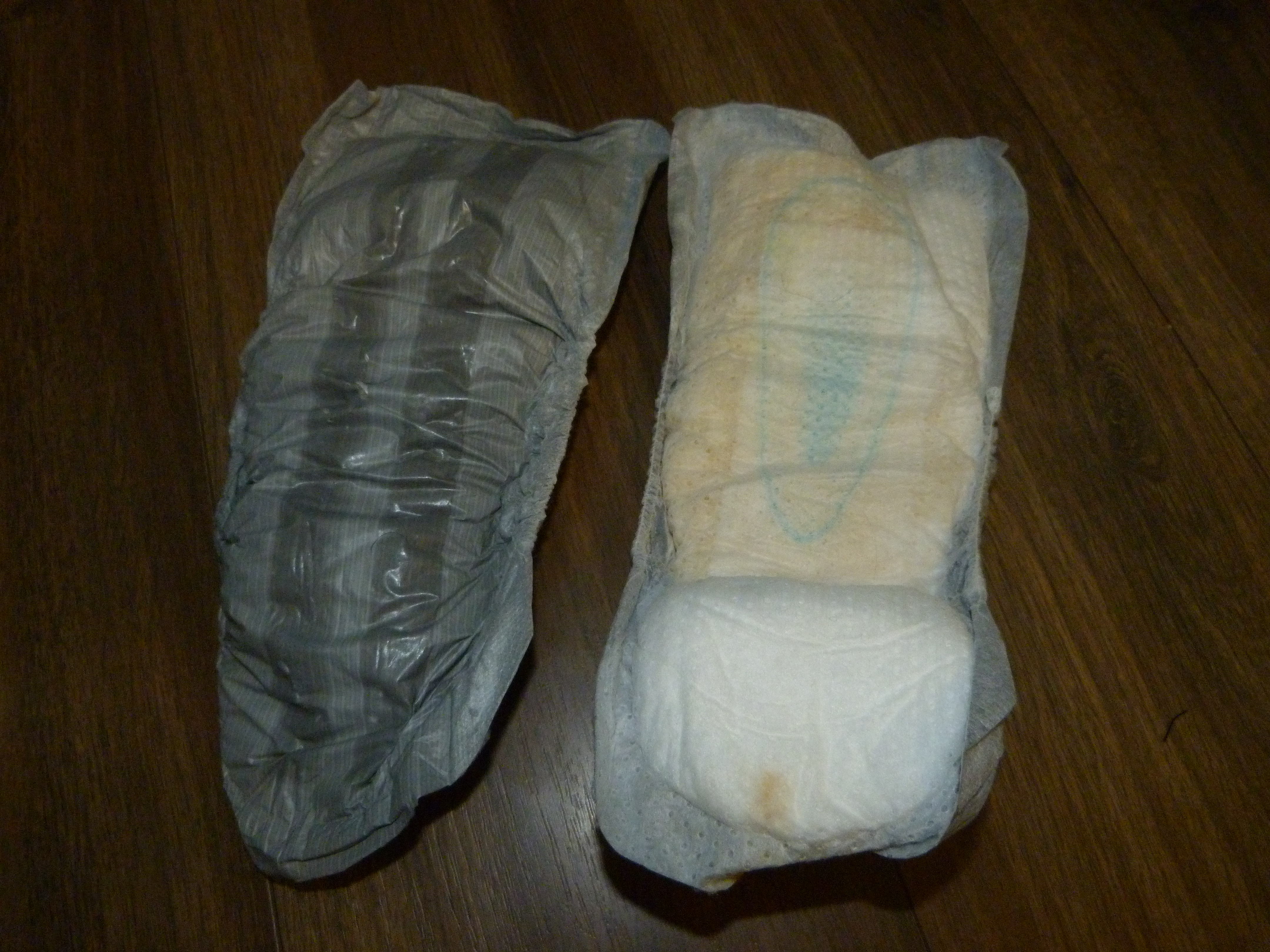
نوار بهداشتی بی اختیاری استفاده شده (خیس با ادرار) نمای جلو و پشت نوار بهداشتی(پد) بی اختیاری بزرگسال

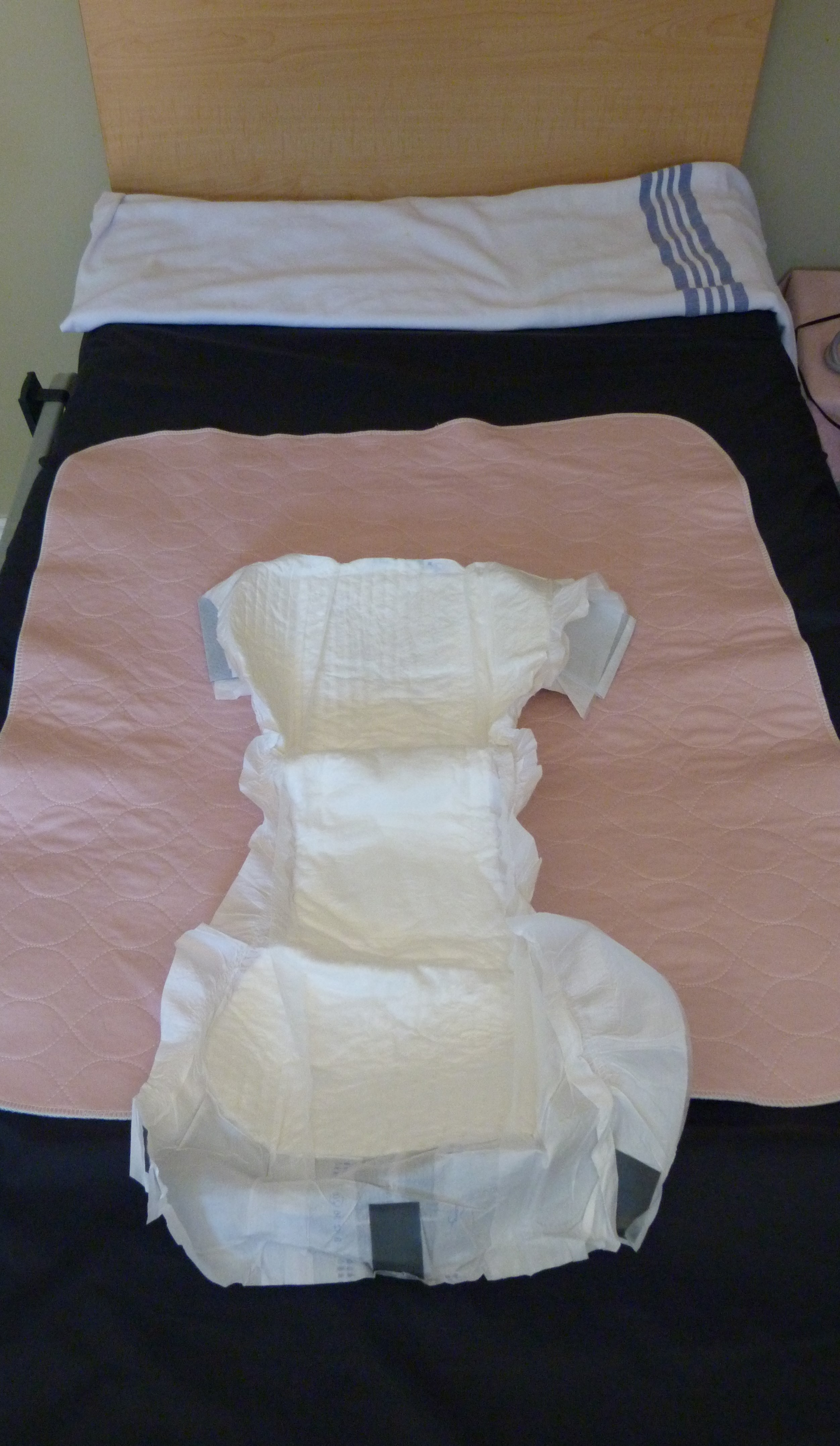
پوشک بزرگسال

## انواع
- بی‌اختیاری استرسی (آناتومیک): این نوع بیماری بیشتر در زنان (بخصوص پس از زایمانهای مکرر) رایج است و به علت به هم خوردن زاویه طبیعی گردن مثانه رخ می‌دهد. فرد در مواقعی مانند عطسه و خنده دچار بی‌اختیاری ادرار می‌شود.
- بی‌اختیاری فوریتی: اگر فرد بعد از نیاز ناگهانی و قدرتمندی برای ادرار کردن دچار نشت و خروج ادرار شد، دچار بی‌اختیاری ادرار فوری است. این مشکل در کنترل مثانه ممکن است در نتیجه آسیب عصب ناشی از دیابت، سکته، عفونت یا شرایط پزشکی دیگر باشد.
- بی‌اختیاری عملکردی: در این نوع بی‌اختیاری عملکرد دستگاه ادراری بی نقض است اما مشکل از بیماری‌هایی مانند دیابت، پارکینسون، سکته مغزی، مولتیپل اسکلروز (ام اس) و ترومای به اعصاب مثانه است.
- بی‌اختیاری فوریتی
- بی‌اختیاری ناشی از درمان
- بی‌اختیاری مرکب
- بی‌اختیاری مادرزادی
- بی‌اختیاری تروماتیک
- بی‌اختیاری ناشی از فیستول

## تشخیص
تست‌های تشخیصی معمول عبارتند از:
- سیستوسکوپی
- بررسی اورودینامیک
- آزمایش فشار مثانه(Stress)
- Post-void residual (PVR)
- سونوگرافی (Ultrasound)

## درمان بی‌اختیاری ادراری
جهت درمان، ابتدا روش‌هایی که تهاجم کمتری دارند، برای فرد در نظر گرفته می‌شوند. برخی اقدامات درمانی عبارتند از:
- از فرد خواسته می‌شود تا کمی (حدود ۱۰ دقیقه) ادرار خود را نگه دارد. هدف از این کار، افزایش فاصله و زمان میان هر بار ادرار کردن است.
- تخلیه ادرار به طور کامل
- بهتر است فرد هر چند ساعت یک بار ادرار کند، تا این که به مرحله اضطرار برسد و توالت برود
- کنترل میزان مصرف آب و مایعات

### تمرینات عضلات کف لگن
این قبیل تمرینات، به استحکام و تقویت عضلات و ماهیچه‌های این ناحیه و هم چنین پیشگیری از بی‌اختیاری ادرار کمک می‌کند. این تمرینات که با نام کلی تمرینات کگل شناخته می‌شوند، در درمان بی‌اختیاری استرسی و اضطرابی موثر هستند.
جهت انجام این تمرین، فرض کنید که می‌خواهید ادرار خود را نگه دارید:
ابتدا عضلات و ماهیچه‌های خود را برای چند ثانیه، تنگ و منقبض کنید و سپس رها کنید. این کار را چندین بار در روز تکرار کنید. نحوه صحیح انجام این تمرین را از پزشک خود بخواهید.

### درمان دارویی
داروهایی مانند مسدود کننده‌های آلفا که با شل کردن عضلات و ماهیچه‌های گردن مثانه، باعث می‌شوند تا شما راحت‌تر ادرار کنید.
استروژن‌های موضعی که به صورت کرم‌های واژنی نیز وجود دارند، به جوانسازی بافت واژن کمک می‌کنند. مصرف قرص‌های استروژن در درمان بی‌اختیاری ادرار توصیه نمی‌شود.

### دستگاه‌های پزشکی
پساری حلقه‌ای است که در داخل واژن قرار می‌گیرد. این دستگاه در افرادی که به دلیل افتادگی لگن یا رحم، دچار بی‌اختیاری شدند و به هر علتی امکان درمان‌های ترمیمی برای آنها نیست، می‌تواند موثر باشد.
مخروط کگل. این مخروط در سه سایز است و به همراه 6 وزنه که بیمار هنگام تمرین کگل آن را داخل واژن خود قرار میدهد و سپس ورزش کگل را انجام می‌دهد. طبق تحقیقات و مقالات 30 تا 70% به موثر واقع شدن ورزش کگل کمک می‌کند.

### درمان جراحی با اسلینگ
این روش قطعی ترین روش درمان نوعی از بی‌اختیاری است که با سرفه و خنده یا فعالیت اتفاق می‌افتد.
این درمان با استفاده از مشهای نواری مصنوعی برای تعبیه در زیرمجرای ادرار برای حمایت مجرا استفاده می‌شود در این روش، پیشابراه بسته نگه داشته می‌شود، تا از ادرار ناگهانی به خصوص هنگام سرفه و یا عطسه پیشگیری شود. برخی اهداف جراحی عبارتند از:
- ترمیم ماهیچه‌های لگن که ضعیف شدند
- بزرگ کردن مثانه تا حجم بیشتری از ادرار را در خود جای دهد

### تزریقات داخل یا اطراف مجرا
از ژلهای مصنوعی و یا اخیراً از سلول‌های بنیادی و چربی در بعضی بیماران خاص میتوان استفاده کرد که تکنیک خاصی از آن در ایران توسط دکتر مجید صفوی ابداع و ثبت گردیده است.

### تزریق داخل مثانه
برای بیماران با بی‌اختیاری فوریتی که به درمانهای دارویی پاسخ نمی‌دهند استفاده می شود.

### تعبیه دریچه مصنوعی ادرار
در بیماران و بخصوص مردان با نقص یا آسیب کامل دریچه مجرای ادرار که بی‌اختیاری کامل دارند استفاده می‌شود. سابقاً از دریچه‌های مصنوعی مدل سه قسمتی استفاده می‌شد که عوارض نسبتاً زیادی داشت.

## انواع
انواع بی‌اختیاری ادراری: هر گونه دفع غیرارادی ادرار را بی‌اختیاری ادرار می‌نامند.

### بی‌اختیاری ادراری استرسی یا فشاری (sui)
دفع بی‌اختیار ادرار در اثر تحرک و فعالیت بدنی که منجر به افزایش فشار داخل شکم شود مانند فعالیت‌هایی چون خم و راست شدن، سرفه، عطسه و غیره.

### بی‌اختیاری اضطراری (urgency)
دفع غیرارادی ادرار همراه با اضطرار شدید.

### بی‌اختیاری ادراری از نوع مخلوط (MUI)
دفع غیرارادی ادرار اضطراری همراه با بی‌اختیاری ادراری فشاری هنگام اعمال فشار، تحرک تقلا و غیره یعنی مخلوطی از بی‌اختیاری اضطراری و علائم بی‌اختیاری استرسی.

### بی‌اختیاری ادراری سرریز شده (Over flow)
بدنبال بند آمدن ادرار یا بدنبال عدم تخلیه ادرار بواسط شل بودن عضلات مثانه بعلت پر بودن بیش از حد ظرفیت مثانه به صورت قطه قطره خارج می‌گردد.

### بی‌اختیاری ادراری پیوسته
بعلت فیستول بین مثانه و واژن یا فیستول حالب به واژن ایجاد می‌شود.

### بی‌اختیاری ادراری شبانه
دفع غیرارادی ادرار در هنگام خواب می‌باشد.